# 精通
精通（せいつう、英: spermarche）は、男児が性的に成熟していく過程で生まれて初めて経験する射精。
なお、本項では精通に加え、精通前後の男子にとって関連のある第二次性徴や若年者の性行動（オナニー、セックス）や性欲の諸要についても記述する。また、引用元の違いにより オナニー（ドイツ語）、マスターベーション（英語・ドイツ語）、自慰と表記の揺れがあるが、これらは同義である。

## 概要
男子の性成熟の過程における通過点のひとつであり、女子でいう初潮（初経）　に相当する。精通があったということは、すでに精液が産生されており、射精に至るまでの性機能の一連のプロセスが障害なく発育したことの証である（後述#先天的男性不妊症の治療と精通参照）。初潮を迎えた女子と同様、生殖能力を獲得したことを意味し、身体的に子供から大人へと一歩成長したことを意味する。
11歳ころ（小学生の高学年）から経験者が現れはじめ、14歳から15歳（中学生）までにほぼ半数の者が経験する（後述 #精通年齢と射精経験率の項を参照）。精通を経験後は、女性と性交を行った場合には相手を妊娠させる可能性がある。
男子は思春期以降、性的成熟に伴い、精液が精巣・精管・前立腺・精嚢などで生産されるようになり、射精が可能になる。精通は多くの場合、オナニーか夢精によって経験する。オナニーで経験する場合は、オナニーのことを知らずに痒みや好奇心がきっかけで、手でペニスを刺激したり他のものにこすりつけたりすることでオーガズム（性的絶頂）に達するまで性的刺激を続け射精へ至る場合の他、友達や先輩などからやり方を聞いたりインターネットで情報を得るなどして、実際にオナニーをやってみて射精に至る場合がある。近年はインターネットの発達等により、オナニーを含む性的な情報が簡単に得られるようになった為、早くからオナニーを知ってやり始める子供が昔より増えており、それによってオナニーで精通を経験する子供の割合も増えていると言われている。
オナニーを行わない場合は、生産過剰になった精液が蓄積の限界を超えると、性的な夢（性夢）を見たり睡眠中に無意識のうちに陰茎を布団にこすりつけるなどして射精する、夢精という形で精通を経験する。
精液がまだ活発に生産されていない思春期以前の男児でも、陰茎に刺激を与えると勃起することがある。性的刺激を続ければオーガズムに達し、前立腺や尿道周囲の諸筋肉の収縮により陰茎や会陰部が脈動するとともに性的快感は十分得られるが、まだ精液が十分生産されていないため、射精しない、いわゆるドライオーガズムの状態となる。しかし、精液が活発に生産され始める思春期以降は、オーガズムによって引き起こされるこれら諸筋肉の収縮によって、精液が尿道を勢いよく通過し、陰茎亀頭に開口する外尿道口から数回にわたって射出されるようになる。
オナニーやセックスによらない射精のことを遺精（いせい）と言う。医学的には生理的遺精と病的遺精に大別される。前出のように夢精や外的刺激によって勃起して射精する場合は生理的遺精である。

## 精通の発現形態
射精はオナニー等によって人為的に起こすことが可能であるため、女子の初潮と異なり、男子の精通には、どのようにして精通を迎えたかについて様々な形態がある。アルフレッド・キンゼイが1948年に米国で行った調査（キンゼイ報告）では、精通の発現形態は多いほうから順にオナニー68.39%、夢精13.11%、異性との性交12.53%、同性との性交4.33%、遺精0.81%、ペッティング0.37%、獣姦0.04%、日本性教育協会が1975年に日本内で行った調査では、夢精48.9%、オナニー42.5%、遺精6.3%の順に多い。
|  | オナニー | 夢精 | 性交 異性 | 性交 同性 | 遺精 |  |

| キンゼイ報告 | 68.39 | 13.11 | 12.53 | 4.33 | 0.81 |  |

| 日本性教育協会 | 42.5 | 48.9 | 6.3 |  |

### 精通の発現形態と精通年齢
精通年齢と精通の発現形態には関連性があり、早く精通を迎えた者ではオナニーによる精通の割合が高いのに対し、遅く精通を迎えた者では夢精による精通の割合が比較的高い。
日野林俊彦が1983年に発表した論文「男子精通現象について : 発達加速現象の観点より」では、統計上の平均の精通年齢はオナニーによって精通を迎える者の割合によって変化することが予想されると述べている。
これは、オナニーを行うとペニスや睾丸、前立腺が刺激されるため、これら生殖器の発達が促進されて精通が早まる可能性があること、またオナニーが習慣化している場合、精液の生産が始まってまもなくオナニーによって射出されるためで、逆にオナニーをしなければ生殖器の発達進度は自然成熟に任され、精液の生産が始まったのち精液が蓄積していって、蓄積限界を超えたときに夢精したり、不意の外部刺激などによって引き起こされる遺精によって精通が起こるため、オナニーによる精通に比べて遅くなると考えられる。
|  | オナニー | 夢精 |

| 11歳までに精通 | 71.6% | 21.6% |

| 15歳以降で精通 | 52.1% | 37.1% |

## 精通と尿検査
尿検査の検体尿に精液が混入すると尿たんぱくとして検出されてしまうため、尿検査の前日はマスターベーションやセックスをしてはならないことはよく知られているが、前夜に射精しなかったからといって全く混入しなくなるわけではない。
また、精通年齢の統計調査は、多くがアンケートによる聞き取りによって行われるが、生理機能の成長において大きな差異がないはずの15歳の中学3年生と、同じ15歳の高校1年生の射精経験の回答に大きな開きがあることから、回答は自身のおかれた社会的環境や教育に大きく影響を受け、必ずしも正確な回答が得られていないことが指摘されている。
そのため、被験者本人の回答によらない調査方法として、前述した尿中の精子を観測する方法が知られている。逆行性射精などの病的理由による精子混入だけでなく、健常な男児でも精通を迎えていれば前回の射精時に尿道や陰茎包皮に残った精子が尿に混入することがあるため、これを統計に用いる。
偽陰性の発生率が高い（精通していても必ず尿中から検出できるわけではない）ため、特定の男児の尿から精子が検出されなかったとしても未精通であるとは確定できないが、尿中に精子を観測できた男児の割合を統計に用いることで、その統計集団の平均の精通年齢、年齢別の精通割合を導き出す方法が研究されている。

## 精通後初期の精液と妊娠の可能性
精液は液体成分「精漿（せいしょう）」と細胞成分「精子」とで構成されており、前立腺でつくられる前立腺液や、精嚢でつくられる精嚢分泌液などの精漿の中に、精巣でつくられた精子が含まれたものである。精通後しばらくは、精子の生産がまだ活発ではなく透明で水っぽくなったり、精漿の生産がまだ活発ではなく非常に量の少ないものになることがあるが、各器官が発達するにともなって成人同様の白濁と粘り気をもつようになる。
1985年にポーランドで発表された論文によれば、12歳8か月から19歳11か月までの思春期の少年134人から精液を採取し、うち112人からは1～2回（平均1.3回、合計150サンプル）、残り22人は継続調査をして3～4か月間で4～10回（平均5.6回、124サンプル）精液を採取する調査が行われた。
この調査の結果、精液の量・濃度、正常な精子の割合や運動性など、妊娠に至る能力に関する統計値は、精通からの期間と強い関連性を示すことが明らかになっている。
それによると、
精通時の精液（初精）
- 量が少ない
- およそ90%の被験者の初精は精子をまったく含まない

3か月目まで
- 量は1ミリリットル未満
- 透明なものが多い

5か月目まで
- 精子をほぼ含まない

6か月目以降、20か月目ごろまで
- 精子の量が徐々に増えてゆく
- 含まれる精子のおよそ97%は運動性を欠く。残りの3%は異常な運動をする。妊娠に至る能力のない「精子無力症」の状態

21か月目から23か月目
- 運動性精子の割合がほぼ成人同様となる

24か月目以降
- 成人男性のものと同等になる

「メルクマニュアル」の名でも知られる医学百科のMSDマニュアル（家庭版）では、青年期の中期（12歳半～14歳頃）に射精できるようになるとしつつ、妊孕性（女性を妊娠させる能力）については、青年期の後期になるまで獲得されないと明記しており、精通して間もない男児が女性と性交し膣内射精したとしても、妊娠させる可能性は相対的に低い。
ただし性的発達には個人差も大きい。特に、精通から6ヶ月も経てば（精子の運動性に問題が有るとはいえど）精子濃度自体は2000万/mLに、射精量も12ヶ月で2.5mLに達し、これは男性不妊の診断基準値（濃度1500万以下/mL、射精量1.5mL以下）を上回る。イギリスで起きた13歳の父騒動でも、子供の父親は性交当時14歳の誕生日を迎えたばかりの少年だった。
| 精通からの月数 | 平均射精量 (ミリリットル) | 液化    | 平均精子濃度 (1ミリリットルあたり) |
| -------------- | ------------------------- | ------- | ---------------------------------- |
| 0              | 0.5                       | しないa | 100万以下                          |
| 6              | 1.0                       | しないa | 2000万                             |
| 12             | 2.5                       | 部分的b | 5000万                             |
| 18             | 3.0                       | するc   | 7000万                             |
| 24             | 3.5                       | するc   | 3億                                |

^a 精液はゼリー状で、液化しなかった。
^b ほとんどのサンプルが液化した。いくつかは、ゼリー状のまま。
^c 精液は1時間以内に液化した。

## 精通と性の悩み

### オナニー
オナニーは精通と前後する時期に覚えることが多く、12歳では5人に一人、15歳でおよそ半数、大学生では90%以上がオナニーの経験をもつ（後述#オナニーの経験率と開始年齢、頻度を参照）。なお精通していない者でもオナニーによる快感は得ることが出来る。
精子の産生量は16歳頃に、男性ホルモンであるテストステロンの分泌量は19歳頃にピークを迎え、これらの時期にはわずかな刺激によって不意に勃起するなど、性欲が高まりやすい状況である。一日に何度もオナニーをするなど射精の頻度が多い場合もあり、オナニーの頻度は思春期男子の代表的な悩みのひとつにあげられるが、多いからといって心配はいらない。
オナニーの際、ペニスを強く握りすぎたり、手を速く動かしすぎたり、またペニスを手ではなく床などの固いものに強くこすりつけるなどの方法でペニスに強い刺激を与え続けると、女性との性交時に膣内の刺激では射精できない膣内射精障害になることもある。また、足を伸ばしてオナニーをすることによってなることもある。
精通を迎えた男児がもつ悩みに「精液が飛ばない」というものもある。オナニーによって射精をしても精液が飛ばずペニスから滴り落ちるようにしか精液が出ないというものである。前述したように、精通を迎えたばかりで前立腺液や精嚢分泌液の生産がまだ活発に行われていない場合は精液の量は少ないため飛ぶほどの量ではない。生産される精液量が増えると勢いよく飛ぶようになるが、さらに成長すると精液は成人同様に粘り気をもつ濃厚なものとなるため、飛びにくくなる。精液は常に勢いよく射出されるものではなく、前回の射精からの日数や、射精時の性的興奮の度合い、その日の体調によって射精の勢いには違いがある。
射精後は真性包茎あるいは未発達な仮性包茎である場合、包皮内に精液が残り、恥垢が発生する原因となり不衛生なので、ティッシュペーパーなどで精液を拭き取った後、陰茎及び陰茎周辺だけシャワーで洗うことが好ましい。真性包茎の場合でも、風呂の湯の中で、陰茎をポンプのように揉むと、包皮内に残留した精液及び恥垢が排出される。

### カウパー腺液による誤認
精液を生産し始めるタイミングとカウパー腺液を生産し始めるタイミングには個人差があり、射精が可能になってからカウパー腺液の分泌が可能になる者もいれば、その逆の者もいる。後者の場合は、性に関する話を友人とした際など性的興奮が高まった際にカウパー腺液が分泌されて下着を汚したり、オナニーによってオーガズムに達した場合でも射精をせず、透明なカウパー腺液のみが尿道から滲み出すように分泌される期間がある。
カウパー腺液は性的興奮状態にあるときに分泌される粘り気のある液体という点は精液と同様であるため、性知識の少ない男児はカウパー腺液の分泌を射精と誤認し、「精液の色が薄い」、「飛ばない」などの悩みを抱える場合がある。カウパー腺液は透明で陰茎の先から滲み出すように分泌されるものであり、まったく正常である。
この場合（「はじめての射精のこと」という言葉の定義上）精通はまだしていない状態ではあるが、カウパー腺液を分泌できるということは各器官が着実に成熟しつつある証拠であり、いつ精通を迎えてもおかしくない。

## 日本の統計における精通年齢の早期化と遅延
日本において、精通を迎える年代の思春期の少年に関する統計調査は、全国の児童・生徒を対象に日本性教育協会が6年に一度行っている「『若者の性』白書」と、東京都内の学校に通う児童・生徒を対象に東京都幼・小・中・高・心性教育研究会が3年に一度行っている「児童・生徒の性に関する調査」が知られている。
どちらの調査においても、概ね2000年までは性的成熟の早期化と精通年齢の低年齢化を示していたが、2000年以降の調査では逆に遅延の傾向を示している。
以下、児童・生徒への調査に関しては、学習指導要領上、当該学年では使用しない用語について言い換えが行われている（セックス・性交→性的接触、射精→精液が出ること、等）。

### 精通年齢と射精経験率
精通年齢は戦後、身体的発育の早期化、いわゆる早熟化に伴って早まったが、1970年生まれより最近は延慢化している。特に15歳の射精経験率は1999年調査の74.6%（およそ4人に3人）から2011年には51%（半数）へと短期間で急激な低下をみせている。神戸市立西市民病院小児科の額田成、江口純治の調査でも、1950年代、1960年代生まれの約36%が小学生のうちに精通を経験しているのに対し、1970年代生まれでは約31%へと低下しており、平均精通年齢も遅延する傾向である。女子の初潮年齢には大きな変化がないことから、額田、江口はその原因について、女性ホルモンと同様の作用を起こす内分泌攪乱物質（環境ホルモン）が影響している可能性を指摘している。
| 出生年代     | 1940年代    | 1950年代     | 1960年代     | 1970年代     |
| ------------ | ----------- | ------------ | ------------ | ------------ |
| 平均精通年齢 | 13.19±1.4歳 | 12.72±1.35歳 | 12.68±1.14歳 | 12.84±1.11歳 |
| 小学生で精通 | 23.08%      | 36.47%       | 36.49%       | 31.49%       |

※の表を引用。「中学以降精通」の数値については100%から「小学生で精通」を引いた残りであるため割愛。

日本性教育協会が6年に一度行っているアンケート調査の結果では比較的後の年代まで早熟化の傾向がみられ、1999年調査までは各学校種別における射精経験率が年々高まる傾向（早期化の傾向）を示しており、特に1999年の調査では中学生（1年生から3年生の在籍者）における射精経験者数は半数を超えるに至ったが、こちらの調査結果でも2005年、2011年に行われた調査では遅延化の傾向を示しており、2011年調査における中学校在籍者の射精経験者は全体のおよそ1/3と、1987年調査時の水準に戻っている。
| 0 50 100 (%) 経験率 大学生 高校生 中学生 1987 92.0 83.8 37.8 1993 91.5 86.0 46.7 1999 97.2 88.6 52.9 2005 97.2 86.6 44.4 2011 96.8 82.8 36.2 2017 94.1 84.1 37.2 |

（設問「あなたは、いままでに、射精（精液が出ること）を経験したことがありますか」に「はい」と回答した者の学校種別割合。調査対象に中学生を追加した1987年（第３回）調査以降の数値。）
同じ調査の結果を回答者の年齢別に集計したものでは、1999年調査の14歳の射精経験率が6割に達するのに比べ、2005年調査では13歳から15歳までの各年齢で1999年の経験率と比べ1割程度低下しており、6割を超える年齢、9割を超える年齢とも、1999年調査より1歳遅い15歳、18歳と遅延の傾向を示している。
2011年調査をみても、13歳の経験率が前回調査と同等水準であったほかは、12歳でおよそ5ポイント低く、それまで射精経験者が急激に増加していた14歳においても伸びが鈍く、前回調査比マイナス15ポイントと大きく下回っている。15歳でもおよそ10ポイント低い経験率を、16歳以降（高校生）で挽回する晩熟化の傾向がさらに強くなっている。
| 年齢   | 12歳  | 13歳  | 14歳  | 15歳  | 16歳  | 17歳  | 18歳  | 19歳  | 20歳   | 21歳  |
| ------ | ----- | ----- | ----- | ----- | ----- | ----- | ----- | ----- | ------ | ----- |
| 1999年 | 21.8% | 39.6% | 60.0% | 74.6% | 82.9% | 92.1% | 93.7% | 89.3% | 100.0% | 99.2% |
| 2005年 | 24.6% | 29.4% | 52.2% | 61.6% | 80.0% | 88.7% | 94.2% | 96.1% | 95.6%  | 97.9% |
| 2011年 | 19%   | 30%   | 36%   | 51%   | 78%   | 88%   | 90%   |       |        |       |

（設問「あなたは、いままでに、射精を経験したことがありますか」に「はい」と回答した者の年齢別割合）
（註：2011年は年齢別集計表が添付されていないため、数値の記載されていないグラフからの読み取り値であり誤差を含む。参考程度にとどめられたい。）
（註：同一集団に対する追跡調査ではなく、各調査年におけるそれぞれの年齢の生徒・学生の経験率であるため、より高い年齢で経験率が落ちる場合があるが矛盾しない）

東京都幼・小・中・高・心性教育研究会が3年に一度行っている「児童・生徒の性に関する調査」でも、2014年調査では中学3年生の射精経験率が50%を下回ったことが報告されている。
小学生のうちに精通を迎えた者の精通時年齢については、精通をした年齢を問う設問によって明らかになるが、各調査年度とも6%から7%の者が10歳までに精通したと回答しており、概ね小学4年生以降に精通を迎えた場合には思春期早発症などを心配する必要は特にないといえる。また、思春期遅発症については14歳までに精巣の発育の兆候がみられない場合に該当することがあるが、18歳でおよそ1割弱の者が射精を経験していないと回答していることからもわかるように、遅発症は精通の有無による判断ではなく、精巣（睾丸）の増大、陰茎の発育、陰毛の発生、陰部が赤みや黒みを帯びる等の第二次性徴特有の兆候がみられる場合には特に心配をする必要はない。
| 年齢   | 9歳  | 10歳 | 11歳  | 12歳  | 13歳  | 14歳  | 15歳 | わからない/無回答 |
| ------ | ---- | ---- | ----- | ----- | ----- | ----- | ---- | ----------------- |
| 1999年 |      | 6.7% | 11.9% | 33.2% | 30.9% | 9.0%  | 0.2% | 8.1%              |
| 2005年 |      | 7.0% | 8.2%  | 31.6% | 29.9% | 12.3% | 1.4% | 9.6%              |
| 2011年 | 0.2% | 6.1% | 10.2% | 25.6% | 29.1% | 9.5%  | 1.0% | 18.3%             |
| 2017年 | 1.8% | 4.8% | 11.0% | 30.9% | 28.3% | 10.9% | 0.9% | 11.4%             |

（射精を経験したことがあると回答した者に対する設問「はじめての射精があったのは、何歳のときでしたか」に対する中学生の回答。1999年と2005年は10歳までの回答を「10歳以前」として10歳の欄に計上）
（小学生のうちに精通を迎えた者の最新の統計を示すために中学生の回答結果を引用したが、12歳から15歳の割合については参考程度にとどめられたい。理由は、11歳までの数値については中学生は全員がその年齢を満了しており純粋な回想回答となるのに対し、12歳以上では12歳になったばかりでまだその年齢を満了していない者、その年齢にまだ達していない者が調査対象に含まれ、回想回答よりも低い値を示すためである。また、精通を経験したときの年齢を問う設問であり、上述した年齢別の射精経験割合（調査時の年齢）とは異なる値を示すことにも注意されたい。）

### オナニーの経験率と開始年齢、頻度
日本性教育協会のアンケート結果では、射精経験率と同様、1999年までの調査では年を追うごとに中学生のオナニー経験率が高まる、オナニー開始年齢の早期化傾向を示していたが、その後は遅延する流れに転じている（オナニーの項を参照）。
オナニーの経験と射精経験の組み合わせについて集計を行った結果では、オナニー経験のない既精通者（夢精や遺精によって精通した者）の割合に大きな変化はなく5ポイント程度の変動幅であるが、オナニー経験のある既精通者の割合は18ポイント以上の大きな増減を示している。#精通の発現形態と精通年齢に示したように、オナニーによる精通では精通年齢が低くなる傾向があるため、1999年調査をピークとした精通経験率の増減は、おおむね自慰による精通経験の増減として説明できるとし、性的関心の遅延化と連動していると結論付けている。つまり中学生の年代が以前に比べて性的なことにあまり関心を示さなくなった結果、オナニーをする者が減り、その結果として精通年齢が上昇した、ということである。オナニー経験率の減少とともに、別項思春期#性交渉への欲求の調査結果もその結論を補強しており、内分泌攪乱物質とは異なる社会的要因が絡んでいることを示唆している。
| 射精経験     | 射精あり     | 射精あり     | 射精なし     | 射精なし     |
| オナニー経験 | オナニーあり | オナニーなし | オナニーあり | オナニーなし |
| ------------ | ------------ | ------------ | ------------ | ------------ |
| 1987年       | 25.1%        | 12.7%        | 4.9%         | 57.3%        |
| 1993年       | 29.8%        | 17.0%        | 3.2%         | 50.0%        |
| 1999年       | 37.5%        | 15.3%        | 4.0%         | 43.1%        |
| 2005年       | 26.1%        | 18.3%        | 2.0%         | 53.6%        |
| 2011年       | 18.8%        | 14.8%        | 2.5%         | 63.9%        |

| 年齢   | 12歳  | 13歳  | 14歳  | 15歳  | 16歳  | 17歳  | 18歳  | 19歳  | 20歳  | 21歳  |
| ------ | ----- | ----- | ----- | ----- | ----- | ----- | ----- | ----- | ----- | ----- |
| 1999年 | 13.8% | 27.6% | 46.3% | 67.4% | 80.6% | 87.9% | 93.7% | 88.7% | 98.6% | 85.7% |
| 2005年 | 20.0% | 15.1% | 30.4% | 48.9% | 69.5% | 83.0% | 89.6% | 92.2% | 94.9% | 93.8% |

（設問「あなたは、自慰（マスターベーション、オナニー）をしたことがありますか。」に「ある」（2005年調査まで）、「1か月以内に経験がある」及び「経験はあるが、ここ１か月はしていない」（2011年調査）と回答した男子の年齢別割合。）
ソフト・オン・デマンドが首都圏の16歳から59歳の男女に対して行った2009年および2012年の調査によると、男性のオナニー開始年齢の平均は2009年調査で13.2歳、2012年調査で13.4歳で、オナニーを開始した年齢で最も多いのが2009年調査では12歳（約22%）、2012歳調査では13歳（約25％）で、2009年調査、2012年調査とも、11歳から14歳までの間におよそ6割がオナニーを経験したと回答している。
オナニーの頻度については、16歳～19歳で週4～5回以上オナニーをすると回答した男性は42.1%、週1回以上オナニーをすると回答した男性は89.9%に達する。
（設問「あなたの過去1年間のマスターベーション（オナニー、自慰）頻度はどのくらいですか」に対する16歳～19歳男性の回答）

## 周囲の大人の対応と性教育

### 小学校における性教育
男子の精通年齢が低年齢化してきたことをふまえ、学習指導要領では平成元年度改訂から、小学5年および6年で精通と異性への関心の芽生えについて教えることが盛り込まれ、平成10年度改訂では小学3年および4年で教えることに前倒された。教科詰め込み型の教育からゆとり教育への方針転換も伴い、医師・助産師を外部講師として招き「いのちの授業」として男女共に同じ教室で第二次性徴、性交、出産などを体系的に教える現在のような性教育につながっていった。

### 精通時の対応
女子における初潮の場合は経血の処置や生理痛、ホルモンバランスの変動により心身が不安定になることから、周囲の大人、特に母親による指導対応が行われる。また、日本では古来より初潮を迎えたことを祝って赤飯を炊く習慣がある。しかし、デリケートな事象であるため、こうした祝い方をすることは少ない。
一方、精通の場合は特に医療的なケアが必要なものではないこと、子育てにおいて主導的役割を果たしてきた母親にとって、異性である男の子の性の問題は扱いにくいものであること、また、射精による性的快感を伴うことから精通を迎えた男児本人も親や周囲の大人にあまり話さない（オナニーによって精通を迎えた場合は特に）など、複数の要因から、健常児に対して、精通に対する周囲の大人の直接的な対応が行われることは稀で、精通があったかどうかを本人に問うたりすることは本人を困惑させ傷つける行為として、特に母親が息子のオナニーについて咎めたりすることはタブーとされる。
一緒に暮らす親や周囲の大人からみて、オナニーの頻度が多いことが伺われる兆候があったり、射精後のティッシュの処理が乱雑であったりしても、本人の成長に伴ってオナニーの頻度が落ち着いたり、周囲にあからさまにならないようティッシュを処理するようになるなど、自然に解決する問題として干渉しないことが多い。

## 先天的男性不妊症の治療と精通
これまで述べたように、精通があったということは射精に至るまでの性機能の一連のプロセスが障害なく発育したことの証であるが、先天的な性分化疾患や性腺機能の発育不全により、造精機能や射精反射機能が生まれつき障害を受けることがあり、出生時に超低体重児であったり仮死状態で生まれた者に比較的その割合が高いとされる。テストステロンのレベルが一時的に高まる5歳頃までに治療が行われれば射精反射機能を獲得することが可能であるが、以下の理由により治療が行われることは稀であり、成人後に男性不妊症として顕在化するまでわからないことが多い。
幼少期であっても射精反射機能は有している（ただしドライオーガズムとなる）のが正常であるが、その検査を行うには患者に性的刺激を加えなければならないことから、そのような検査自体が行われることはまずない。新生児は生殖器系の発育に関する検査も行われるものの、外性器の形成状況の確認など外見によって診断を行い、そこで異常が認められた場合にはじめて、血液検査によるホルモンの数値のチェックが行われることが多い。外性器の外見が正常である乳幼児は所見なしとされ、正常に発育しているものとされるからである。
そのため射精反射機能の発育不全は、本人がマスターベーションを開始するであろう時期まで、さらに言えば精通がないことを本人が誰かに相談できるようになるまで見過ごされることが多く、治療の機会を逸することが多い。

## 障害者の精通と性教育、性介助
知的障害児の場合、精通を含む性の目覚めは大人になってきたしるしとして理解されるよりも、周囲の大人にとってはやっかいなこととして認識されやすい傾向がある。
知的障害や精神遅滞、自閉症のある男児の中には、オナニーによって性欲を処理することを自らの試行や同年代の友人からの情報によって獲得することが困難で、思春期の旺盛な性欲のはけ口がなく、周囲の女性に抱き付いてしまう者、あるいは性に対する羞恥心を獲得することが困難な者の場合は他人の面前でオナニーをする等のトラブルを招くことがある。
身体障害児の場合、手がない、動かせないなどの障害をもつ場合、手を使ったオナニーを行うことは不可能であり、ペニスを布団などにこすりつけるなどの方法でのオナニーとならざるを得ないほか、射精後にティッシュで拭くなどの後片付けも不可能である。布団を汚す可能性も高い。そのため、バスタオルなど、掛け布団に巻くことのできる程度に大きく、かつ、陰茎亀頭を挟んで擦り付けても痛めない程度に柔らかく、かつ精液を吸収できる厚手のタオルを用意するなど介護者が配慮することが多い。
1948年から1996年まで存在した旧優生保護法によって、障害をもつ者は、「不良な子孫の出生を防止する」として、生殖能力を失わせる断種手術が行われていた。中には強制的に不妊手術を受けた者も居る。

近年ではそのような手術は重大な人権侵害と見なされるようになったため、性に関するトラブルを防ぎ、また本人の性の尊厳を守る目的で、性的欲求を社会生活上問題のない形で自分で解消させるため、障害児者の状況に応じて、オナニーのやり方やマナーを親や周囲の大人が詳しく教えることがある。
脳性まひや筋ジストロフィーなどの全身性の運動障害でオナニーを行うこと自体が困難な場合、介護者が手で性器を刺激し射精させる射精介助が行われる場合もあるが、配偶者がいない場合、親や兄弟姉妹がこれを行うことは心理的に大きな抵抗があり、頼りとなる外部の介護スタッフの場合、「性的サービス」としてデリバリーヘルスと同様の扱いを受け風俗営業法の届出を提出することを求められるなど、法制面の問題が残っている。

## 精通を題材にした作品
ごめん（小説:1996年 ひこ・田中、　映画: 2002年 冨樫森・バンダイビジュアル）
主人公の小学6年生セイが、授業中にカンチョーを受けた時、遺精によって精通を迎える。